# L-Ribulose-5-phosphate 3-épimérase
La L-ribulose-5-phosphate 3-épimérase est une épimérase qui catalyse la réaction :
L-ribulose-5-phosphate  {\displaystyle \rightleftharpoons }  L-xylulose-5-phosphate.
Cette enzyme intervient notamment dans la voie des pentoses phosphates.